# Pica baptismal

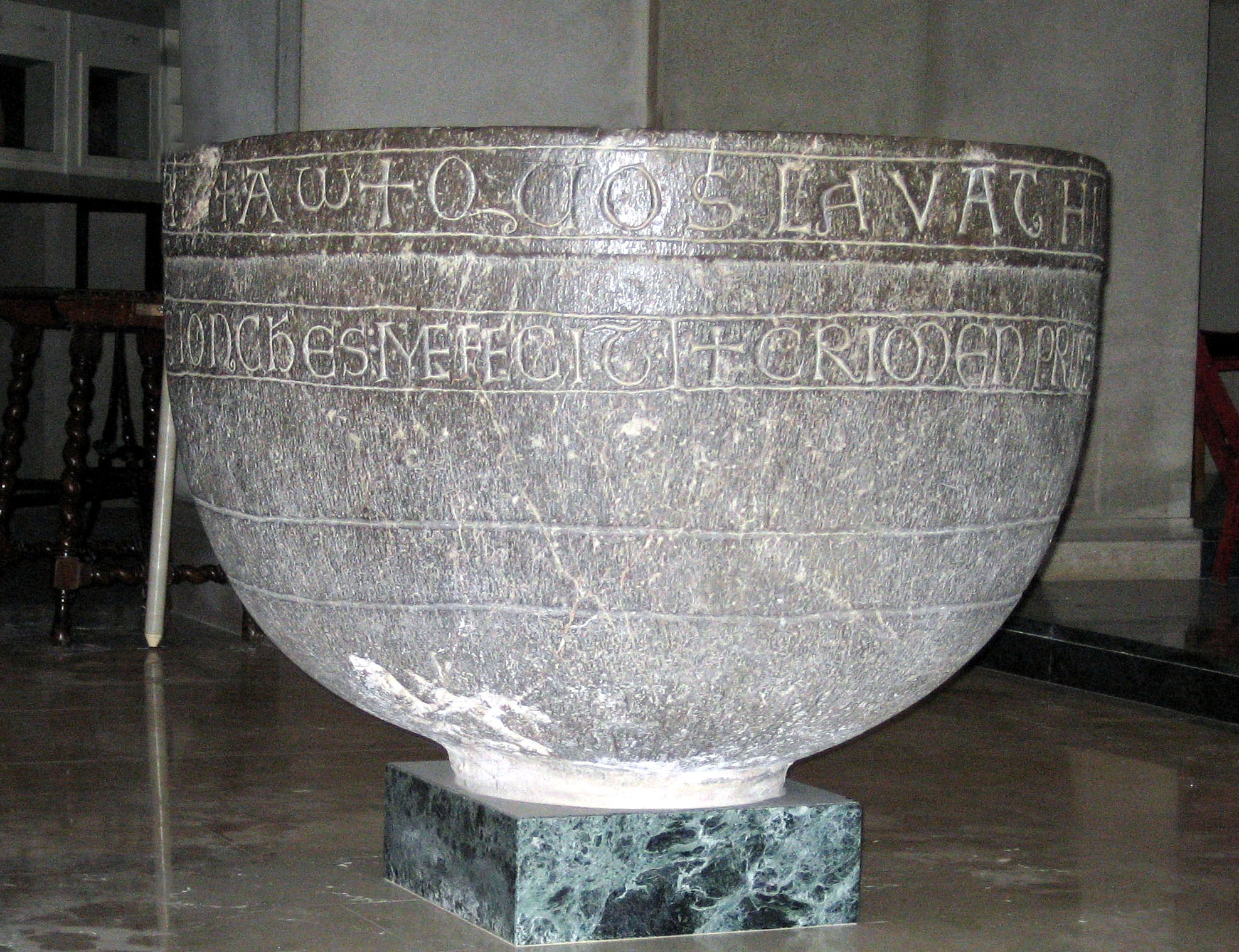
Pica baptismal de Sant Martí de Peralada dels segles -

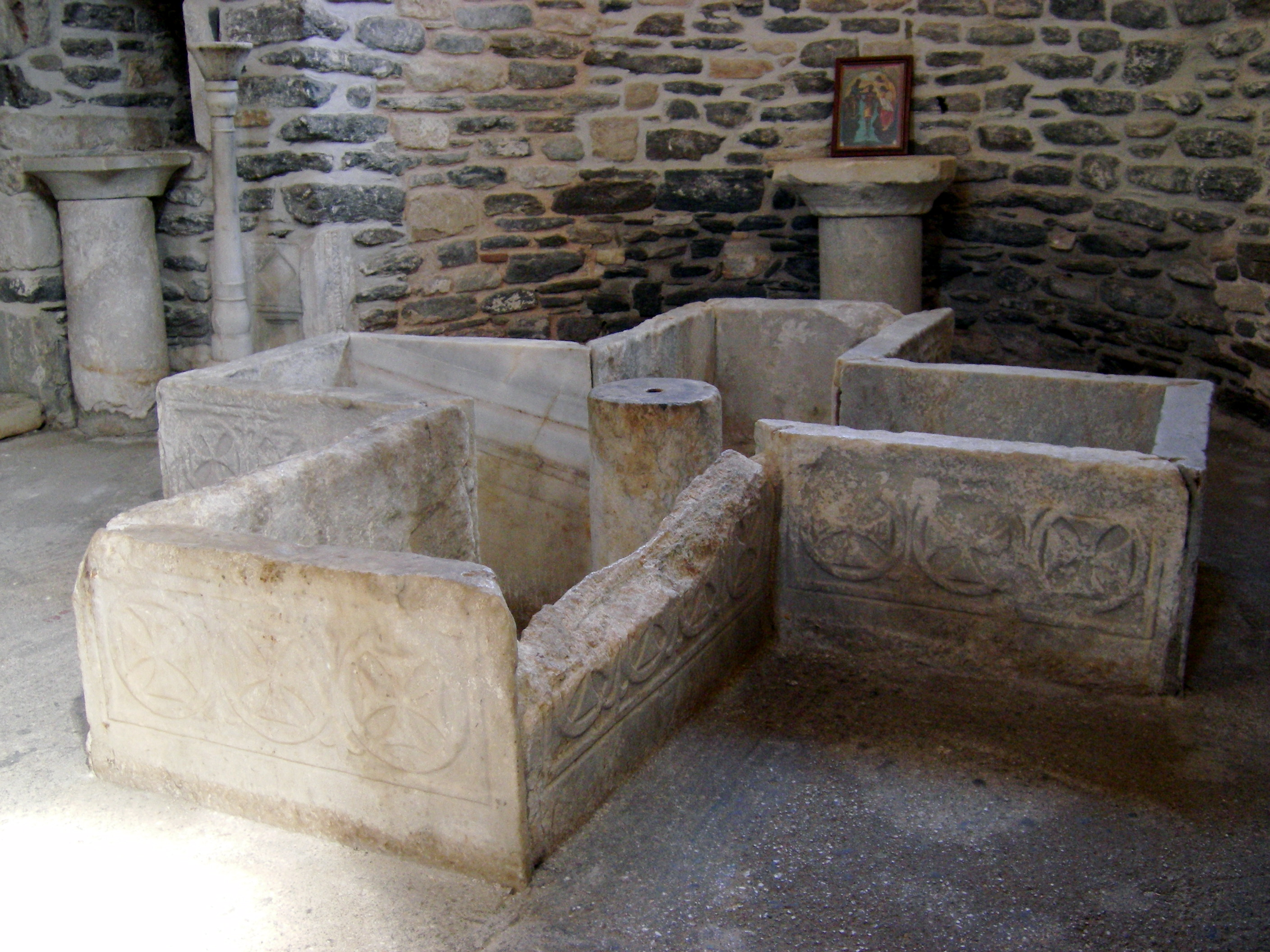
Pica en forma de creu a l'illa de Paros (Grècia)

Una pica baptismal, en les religions d'inspiració cristiana, és un recipient que conté l'aigua per a impartir el sagrament del baptisme.

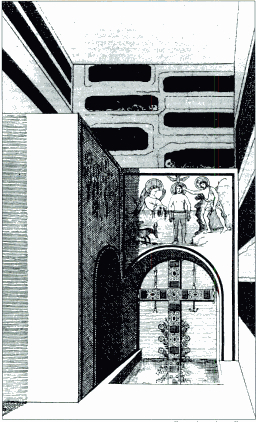
Pica baptismal a les catacombes de Sant Poncià a Roma

La pica s'havia de trobar a un indret fora de l'església, com que els catecumens que es preparaven al baptisme no podien entrar en la part consagrada de l'edifici.
Ja se n'han trobat a les catacumbes. Les primitives eren piques grosses rectangulars enfonsades a terra. N'apareixien únicament les vores damunt com es pot veure a les catacumbes de Sant Poncià. Des de l'edicte de tolerància del 313, sota Constantí I, els cristians podien sortir de la clandestinitat.
Aleshores es van construir els baptisteris, de fàbrica, sempre amb una pica de submersió, de diferents formes: rectangulars, poligonals i cilíndriques. A poc a poc van arribar les piques elevades sobre el sòl, generalment de materials nobles: marbre, granit, bronze, damunt un peu. Segons els costums locals, eren edificis solts, o es troben al pòrtic (façana a occident) de l'església. També se'n troben en una mena de capella a dins de la mateixa església. Només a Itàlia es va conservar encara uns segles piques en edificis exempts.
Vers la fi segle xiv arreu es va abandonar de mica en mica el baptisme per immersió. Les piques es van fer més petites. Des del segle xv s'hi van afegir cobertes, amb forma de petit temple o cimbori.
L'exterior de les piques que no era enfonsat, se solia adornar amb baixos relleus geomètrics com entrellaçats croats o amb figures i símbols al·lusius al baptisme. L'interior en quedava llis. De vegades la pica principal en contenia una segona, més petita, com ara a l'església de la Concepció de Barcelona. o la de Santa Maria de Castelló d'Empúries.

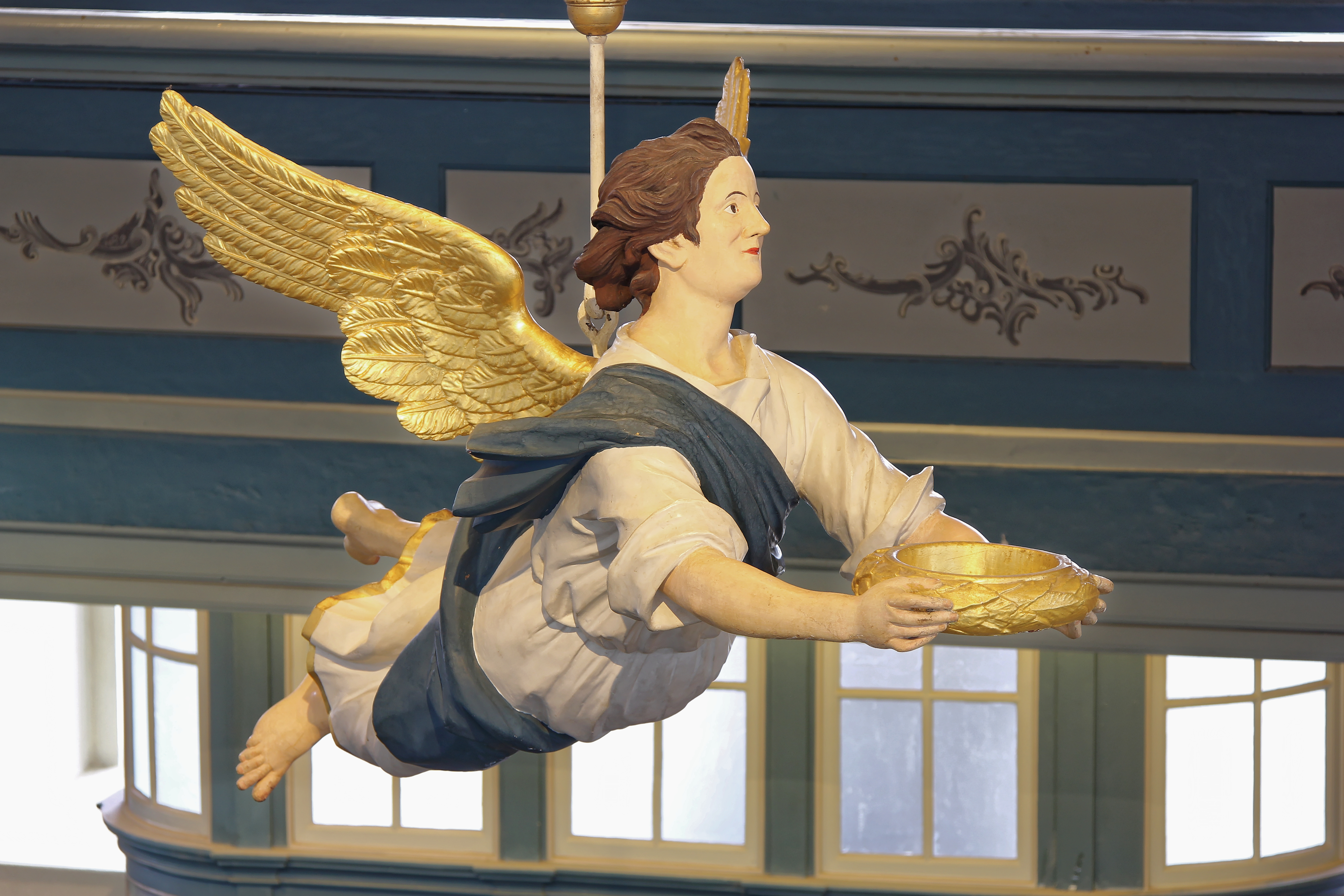
Àngel baptismal a l'església Kirche am Markt a Niendorf

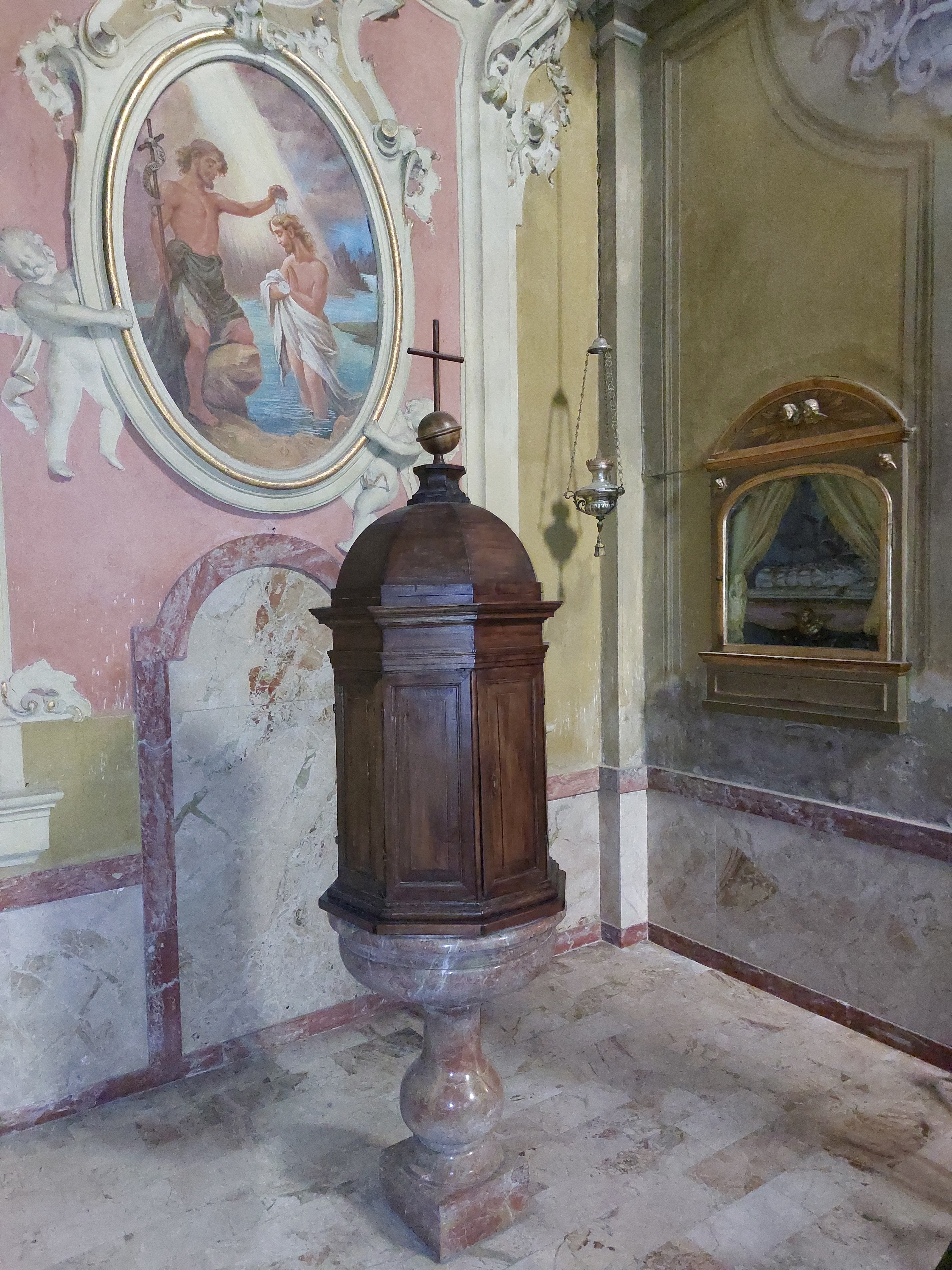
La pila baptismal l'l'església de Caselle Landi, Italia.

A les esglésies luteranes d'Alemanya, Dinamarca i Suècia a les segles xvii-xviii hi havia la tradició de l'àngel baptismal, un escultura sospesa d'un àngel que portava una mena de palangana. Per les cerimònies, l'àngel baixava del cel amb un sistema de corriola.

## Unes piques particulars
- la cilíndrica de Grottaferrata (prop de Roma), atribuïda al segle v
- la pica en forma de creu del segle iv a la basílica de l'illa de Paros, una de les més antigues conservades
- la de San Isidoro de Lleó, rectangular i amb toscs relleus de figures o escenes bíbliques, atribuïda al segle x
- la de Beuda, del segle xi
- les de la Basílica de Santa Maria de Castelló d'Empúries, del segle xi
- la de San Pedro de Villanueva (Astúries), de l'any 1107
- la de Sant Martí de Peralada, dels segles xi-xii